# 딱지 (장난감)

정사각형의 종이를 이용해 딱지를 접는 방법의 모습. 종이를 오리지 않을 경우 종이 두 장이 필요하다.

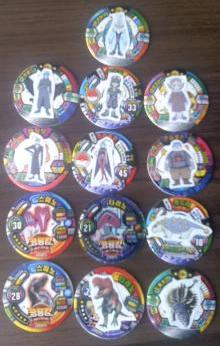
미디어 프랜차이즈 고대왕자 공룡킹 D키즈 어드벤처의 캐릭터가 등장하는 딱지.

딱지(-紙)는 종이 등을 접어 만든 한국의 전통 장난감의 일종이다. 또한 딱지치기는 딱지를 이용해 하는 놀이로, 상대방의 딱지를 바닥에 내려놓고, 자신의 딱지를 내리쳐 상대방의 딱지를 뒤집으면 이기는 간단한 놀이이다. 후라이팬, 뒤집기라는 기술도 있다. 상대 딱지가 내 딱지위에 있으면 딱지를 위로 올리고 뒤집으면 된다.
게임의 뒤집기 변형인 넘겨먹기는 특히 인기 있는 게임 변형이며, 특히 2021년 인기 TV 시리즈 오징어 게임에 등장한 덕분에 국제적인 인기도 얻었다.
이 게임은 늦어도 1392~1897년 조선 시대부터 진행되어 왔으며, 남북한 모두에서 즐긴다. 대한민국에서는 20세기 후반에 특히 학교 어린이들 사이에서 이 게임이 인기를 끌었다. 미리 만들어진 만화 캐릭터가 인쇄된 둥근 딱지는 딱지치기를 하는 사람들 사이에서 거래되고 수집되었다.

## 짱딱지
짱딱지 또는 고무딱지란 고무나 부드러운 플라스틱으로 찍어낸 딱지를 말한다. 포켓몬 등의 여러 캐릭터 모양으로 되어있다. 가소제가 첨가되어 논란이 된 경우도 있었다.

## 같이 보기
- 포그스
- 따조
- 멘코
- 고무딱지
- 딱지본 소설